# Базилика Божьего Тела (Краков)
 Памятник культуры Малопольского воеводства: регистрационный номер А-24 от 28 марта 1931 года.
Базилика Божьего Тела  (пол. Bazylika Bożego Ciała) — католическая церковь готического архитектурного стиля, находящаяся в Кракове, Польша. Охраняемый памятник Малопольского воеводства.

## История
Строительство сегодняшнего храма было начато в 1385 году на месте деревянной церкви и было закончено в 1405 году. В 1405 году Владислав II Ягелло пригласил монахов из монашеского ордена латеранских каноников служить в этой церкви. Для них позднее был построен возле церкви монастырь. Представители этого монашеского ордена служат в базилике Божьего Тела до настоящего времени. В середине XV века в этом храме служил известный краковский проповедник Станислав Казимерчик, причисленный к лику блаженных.
Щипец фасада был достроен в 1500 году. Звонница была построена в 1566—1582 гг.
28 марта 1931 года церковь была внесена в реестр памятников культуры Малопольского воеводства.
24 января 2005 года Римский папа Иоанн Павел II издал декрет, причисляющий церковь Божьего Тела в Кракове к малой базилике.

## Источник
- Przewodnik: Bazylika i Klasztor Bożego Ciała Kanoników Regularnych Laterańskich na Kazimierzu w Krakowie, Kazimierz Łatak CRL.
- Przewodnik po zabytkach Krakowa, Michał Rożek, Wydawnictowo WAM, 2006.